# Smooth Criminal (песня Alien Ant Farm)
Smooth Criminal — кавер-версия одноимённой песни Майкла Джексона, записанная рок-группой Alien Ant Farm и выпущенная в качестве первого сингла с их второго студийного альбома Anthology. Сингл был выпущен 24 июля 2001 года на лейбле DreamWorks Records.
По словам участников группы, они играли несколько песен Джексона, таким образом разогревались перед концертами, и зрители просили их сыграть одну песню целиком. Это вскоре побудило их записать версию «Smooth Criminal» в своём стиле и включить его в альбом Anthology.
Кавер-песня стала хитом и достигла высшей позиции в чарте Billboard Modern Rock Tracks, а также достигла успеха в хит-парадах Австралии и Новой Зеландии. В чарте Великобритании песня достигла третьей позиции. Видеоклип был снят режиссёром Марком Класфельдом и содержит множество отсылок к музыкальным клипам Майкла Джексона, включая сам видеоклип «Smooth Criminal». Альбом 1999 года Greatest Hits включает в себя скрытый трек под названием «Slick Thief», который является ранней версией «Smooth Criminal».

## Позиции в чартах

### Недельные чарты
| Чарт (2001)                          | Высшая позиция |
| ------------------------------------ | -------------- |
| Австралия (ARIA)                     | 1              |
| Австрия (Ö3 Austria Top 40)          | 6              |
| Бельгия/Фландрия (Ultratop 50)       | 3              |
| Бельгия/Валлония (Ultratop 50)       | 4              |
| Дания (Tracklisten)                  | 3              |
| Европа (Eurochart Hot 100)           | 6              |
| Финляндия (Suomen virallinen lista)  | 2              |
| Франция (SNEP)                       | 27             |
| Германия (GfK)                       | 5              |
| Ирландия (IRMA)                      | 2              |
| Италия (FIMI)                        | 11             |
| Нидерланды (Dutch Top 40)            | 4              |
| Нидерланды (Single Top 100)          | 4              |
| Новая Зеландия (Recorded Music NZ)   | 4              |
| Норвегия (VG-lista)                  | 7              |
| Шотландия (OCC Scotland)             | 3              |
| Швеция (Sverigetopplistan)           | 5              |
| Швейцария (Schweizer Hitparade)      | 4              |
| Великобритания (OCC UK Singles)      | 3              |
| Великобритания (OCC UK Rock & Metal) | 1              |
| США (Billboard Hot 100)              | 23             |
| США (Billboard Alternative Airplay)  | 1              |
| США (Billboard Mainstream Rock)      | 18             |
| США (Billboard Pop Airplay)          | 12             |

### Годовые чарты
| Чарт (2001)                 | Позиция |
| --------------------------- | ------- |
| Австралия                   | 8       |
| Австрия                     | 61      |
| Бельгия (Фландрия)          | 24      |
| Бельгия (Валлония)          | 55      |
| Европа                      | 31      |
| Германия                    | 43      |
| Ирландия                    | 17      |
| Нидерланды (Dutch Top 40)   | 40      |
| Нидерланды (Single Top 100) | 42      |
| Швеция                      | 48      |
| Швейцария                   | 39      |
| Великобритания              | 32      |

| Чарт (2002) | Позиция |
| ----------- | ------- |
| Австралия   | 60      |

### Декадные чарты
| Чарт (2000–2009) | Позиция |
| ---------------- | ------- |
| Австралия        | 48      |

## Сертификации
| Регион | Сертификация  | Продажи  |
| --- | ------------- | -------- |
| Австралия (ARIA) | 2× Платиновый | 140 000^ |
| Бельгия (BEA) | Золотой       | 25 000*  |
| Германия (BVMI) | Золотой       | 250 000  |
| Швеция (GLF) | Золотой       | 15 000^  |
| Швейцария (IFPI Switzerland) | Золотой       | 20 000^  |
| Великобритания (BPI) | Платиновый    | 600 000  |
| * Данные о продажах приведены только на основе сертификации. · ^ Данные о тиражах приведены только на основе сертификации. · Данные о продажах + прослушиваниях приведены только на основе сертификации. |               |          |